# プラウスニッツ・キュストナー反応
プラウスニッツ・キュストナー反応（プラウスニッツ・キュストナーはんのう）あるいはP-K反応とは、1921年にドイツの医師カール・プラウスニッツとハインツ・キュストナーによって発見された免疫反応である。プラウスニッツはサバに対してアレルギーがあったキュストナーから採取した血清を自身の皮内に注射し、翌日になって同じ個所にサバの抽出液を注射した。その結果、サバに対するアレルギーがなかったプラウスニッツの皮膚にアレルギー反応が生じた。これはキュストナーの血清にサバに対してアレルギーを起こすIgE抗体が存在しており、注射によってプラウスニッツのマスト細胞のIgE受容体に抗体が結合したため、サバに対してアレルギーを起こすようになったのである。1966年、IgE抗体は石坂公成によって精製された。

## 注意
- 血清にB型肝炎ウイルス等の病原微生物が含まれると注射を受ける人を感染させる可能性が強く、現在は行われない。